# Toninho da Matta
Antônio Lúcio da Matta, mais conhecido por Toninho da Matta (Belo Horizonte, ) é um ex-automobilista brasileiro. 
Foi 14 vezes campeão de turismo no Brasil. É pai do piloto Cristiano da Matta.